# غازی عینتاب
غازی عینتاب (به ترکی استانبولی: Gaziantep; ارمنی: Այնթապ آینتاپ؛ کردی: دیلۆک) که در ترکیه «غازی آنتپ» یا صرفاً «آنتپ» نامیده میشود کلانشهری در استان غازی عینتاب در جنوب شرقی ترکیه است. این شهر با جمعیتی نزدیک به ۲ میلیون نفر، ششمین شهر پر جمعیت ترکیه و از صنعتی‌ترین شهرهای این کشور بشمار می‌رود. هم چنین این شهر به علت داشتن تعداد زیادی دانشجوی ترک و خارجی در دانشگاه غازی عینتاب یکی از شهرهای دانشجویی ترکیه نیز به‌شمار می‌رود.
در فوریه ۲۰۲۳، این شهر بر اثر زمین‌لرزه به شدت آسیب دید.

## وجه تسمیه
در فوریه ۱۹۲۱، مجلس ترکیه این شهر را به عنوان غازی آنتپ به معنی «قهرمان جنگ آنتپ» برای تمجید مقاومت شهر در جنگ جهانی اول برابر محاصره فرانسه برگزید و این نام از ۱۹۲۸ رسمی شد.
دربارهٔ خود کلمه آنتپ، قول معروف، برگرفته از «عین طاب» به معنی «چشمه پاک» می‌باشد.

## تاریخچه
غازی عینتاب از شهرهای تاریخی ارامنه بوده‌است. این شهر در سال ۱۴۰۴ میلادی توسط تیمور لنگ ویران شد و در سال ۱۵۱۶ به تصرف ترکان عثمانی درآمد. عینتاب و بیش از یکصد روستای حومه آن در قرن هجدهم کاملاً ارمنی‌نشین بوده که بعدها دولت‌های عثمانی با هدف تغییر نسبت جمعیتی ترک‌ها را در آنجا مستقر کردند. در آغاز سده بیستم، عینتاب ۵۰ هزار نفر جمعیت داشت که حدود ۲۰ هزار نفر از آنها ارمنی بودند. در عینتاب آثار تاریخی مذهبی و فرهنگی (کلیساها، صومعه‌ها و قلعه‌ها) متعددی از ارامنه به جا مانده‌است.

## فرهنگ

### فرهنگ غذا و خوراک‌ها
در سال ۲۰۱۵ شهر غازی عینتاب از سوی یونسکو به‌عنوان شهر خلاق خوراک‌شناسی در شبکه شهرهای خلاق یونسکو ثبت شد.

## گردشگری
قلعه تاریخی غازی عینتاب در مرکز شهر، چندین بازار قدیمی، موزه موزائیک زیوگما، موزه مبارزه، موزه اسباب‌بازی، موزه مولانا، موزه حمام ترکی، موزه یاد بود آتاترک، موزه پانورامای ۲۵ آرالیک و باغ وحش، باغ گیاه‌شناسی، خانه سیاره و مرکز علوم در این شهر قرار دارند. قلعهٔ تاریخ غازی عینتاب در زلزله بزرگ ۷٬۸ ریشتری روز دوم فوریه ۲۰۲۳ به‌طور کامل ویران گردید.